# سندیکای ملی انتشارات صوتی‌تصویری
سندیکای ملی انتشارات صوتی‌تصویری (فرانسوی: Syndicat national de l'édition phonographique‎) یا به اختصار SNEP، یک سازمان حرفه‌ای/صنفی است که از منافع صنعت موسیقی فرانسه پشتیبانی و محافظت می‌نماید. این سازمان که در آغاز SNICOP نامیده می‌شد در سال ۱۹۲۲ میلادی تأسیس شد و ۴۸ شرکت تولیدکنندهٔ محصولات صوتی-تصویری عضو آن هستند.
وظیفهٔ اصلی این سازمان، جمع‌آوری و پرداخت حقِ امتیاز پخش و انتشار محصولات فرهنگی، جلوگیری از نقض قوانین حق تکثیر اعضا و اعطایِ گواهی‌نامه‌های فروش موسیقی ضبط شده (الماس، پلاتینی، طلایی و نقره‌ای) است.
«سندیکای ملی انتشارات صوتی‌تصویری» هر هفته، فهرست و جدولِ پرفروش‌ترین آهنگ‌ها (تک‌آهنگ، آلبوم موسیقی) را هم ارائه می‌کند. این سندیکا نخستین جدول موسیقی خود را در سال ۱۹۶۸ منتشر شد. گواهینامه آلبوم طلا در ژانویه ۱۹۷۳ معرفی شد.